# ليال تي. بيجز
ليال تي. بيجز هو قاضي ومحامي وسياسي أمريكي، ولد في 9 نوفمبر 1899، وتوفي في 14 مايو 1973. نشط حزبياً في الحزب الجمهوري. وقد انتخب عضو جمعية ولاية ويسكونسن ‏.